# Турист ЛеМси
Турист ЛеМСи (Tourist LeMc) (или просто Турист) — это псевдоним Йоханнеса Фааса (Johannes Faes) (Схотен, 9 октября 1984), бельгийский хип-хоп артист и артист фламандской народной музыки. Язык, на котором он поёт и читает рэп основан на антверпенском диалекте, вместе со звуками и элементами иностранного происхождения. Он городской трубадур Антверпена. Музыка Туриста характеризуется влияниями музыки регги и народной музыки (клейнкунста) (Kleinkunst).

## Биография
Йоханнес Фаас родился в Схотене 9 октября 1984. Его мать — медсестра, его отец — учитель. У него 4 братьев. Когда ему было 6 лет, семья переехала в Антверпен в район ‘Seefhoek’ (Сеефхук). Он женат на бывшей соседке Марте Матачинска. Она полька и выросла недалеко от границы Украины. У Туристa и Марты 3 детей. Семья живёт в Антверпене.
Йоханнес получил диплом социального работника. В этой области, он работал например с подростками-правонарушителями а также в антверпенском отделе бельгийского государственного центра социального обеспечения.

## Карьера

### 2010—2016
Турист выпустил первый альбом ‘Antwerps Testament’ (Антверпенское Завещание) 23 декабря 2010 через рекорд-лейбл ‘Eigen Makelij’ (Собственное Производство). При создании альбома, он сотрудничал с Антверпенской группой Катастроф, которая пишет антверпенскую народную музыку. Французский хип-хоп конца девяностых годов окозал большое влияние на его творчество.
В 2012, Турист выступил в финале Humo’s Rock Rally (Хумос Рок Ралли), важного музыкального конкурса в Бельгии. Вскоре после этого, он выпустил первый сингл Liefde Liefde (Любовь Любовь). Этот сингл был замечен публикой и часто звучал на фламандской радиостанции Студио Брюссель.
Альбом ‘Antwerps Testament’ был переиздан голландским рекорд-лейблом Топ Ноч, который специализируется на хип-хопе. Альбом был ремастирован и были добавлены 2 песни: Visa Paspor (Виза Паспор) и Klein Gebedje (Маленькая Молитва). Эти две песни были замечены разными радиостанциями в качестве синглов. Visa Paspor был выбран Большим Хитом радиостанцией МНМ.
В 2014, Турист выпустил 2 мини-альбома в преддверии выхода альбома En Route (По Пути), который был издан в 2015. На этих мини-альбомах есть кавер-версии песен артистов, которые очень важны для культуры Антверпена и были источниками вдохновения Туриста как Wannes Van de Velde (Ваннес Ван де Вельде) и John Lundström (Джон Лундстрем).
В 2015, Турист получил 2 бельгийские музыкальные премии. Он выиграл премии как лучший артист на голландском языке и лучший прорыв. В категории «лучший прорыв» он опередил 3 других артистов, включая Lost Frequencies.

### С 2016
Турист достиг нового рекорда в фламандском топ-50 с песней Horizon (Горизонт). Песня была на первом месте в фламандском хит-параде в течение 21 недели. С этой песней, он выиграл премию за лучшую песню на голландском языке радиостанции Радио 2 в 2016.
В ноябре 2018, Турист выпустил свой третий альбом We begrijpen mekaar (Мы понимаем друг друга). Через неделю после издания альбома, альбом уже был продан более 10000 раз. Первый сингл Spiegel (Зеркало) занял первое место в фламандском хит-параде в течение 19 недель. В конце 2018, Турист выступил перед полностью заполненной ‘Лотто Арена’ в Антверпене. У этой арены вместимость 8050 человек. В 2018 он также получил бельгийскую музыкальную премию за лучшего артиста в жанре хип-хоп.
В 2019, Турист выпустил третий сингл альбома Мы понимаем друг друга. Эта песня также заняла первое место в фламандском хит-параде. В том же году, Турист сделал песню «Убунту» для кампании бельгийской организации международной солидарности 11.11.11. Чтобы познакомиться с местными партнёрами 11.11.11, Турист ездил в Букаву в Конго. Песня ‘Убунту’ звучала на всех основных каналах во Фландрии и стал шестым синглом Туриста, который занял первое место в фламандском хит-параде. В конце 2019, Турист впервые выступил перед полностью заполненной ареной ‘Sportpaleis’ в Антверпене. Это самая большая арена Бельгии (18400 мест). В тот же день альбом «Мы понимаем друг друга» стал платиновым.
В 2021, Турист стал одним из наставников в фламандском варианте программы Голос, в седьмом сезоне программы. Позже в том же году, Турист выпустил свой четвёртый альбом Ничья земля. На этом альбоме, Турист старается ответить на разные вопросы в жизни человека: почему люди судят других на основании материализма? Достаточно ли часто мы останавливаемся на том, что действительно важно?Он старается комбинировать интроспекцию и общественную критику. С этим альбомом, Турист дебютировал на первом месте в фламандском списке альбомов. Для этого альбома, Турист сотрудничал с разными бельгийскими артистами. Жена Туриста, Марта Матачинска, написала масляную картину, которая была использована для обложки альбома. Альбом стал самым продаваемым и самым слушаемым альбомом в Бельгии в 2021.

## Дискография

### Альбомы
| дата издания | название на недерландском языке | название на русском языке             |
| ------------ | ------------------------------- | ------------------------------------- |
| 2010         | Antwerps Testament              | Антверпенское Завещание               |
| 2013         | Antwerps Testament (heruitgave) | Антверпенское Завещание (переиздание) |
| 2014         | Bilan EP                        | Билан ЕП                              |
| 2014         | Deze Nacht EP                   | Эта Ночь ЕП                           |
| 2015         | En Route                        | По Пути                               |
| 2018         | We Begrijpen Mekaar             | Мы Понимаем Друг друга                |
| 2021         | Niemandsland                    | Ничья Земля                           |

### Синглы
| дата издания | Название на недерландском языке | название на русском языке | другие музыканты           |
| ------------ | ------------------------------- | ------------------------- | -------------------------- |
| 2012         | Liefde, Liefde                  | Любовь, Любовь            |                            |
| 2013         | Visa Paspor                     | Виза Паспор               | Typhoon                    |
| 2013         | Klein Gebedje                   | Малинькая Молитва         | Sticks                     |
| 2014         | Bilan                           | Билан                     |                            |
| 2014         | Deze Nacht                      | Эта Ночь                  |                            |
| 2015         | Koning Liefde                   | Король Любовь             |                            |
| 2015         | De Troubadours                  | Трубадуры                 | Flip Kowlier               |
| 2015         | En Route                        | По Пути                   |                            |
| 2016         | Horizon                         | Горизонт                  | Wally                      |
| 2016         | Meester Kunstenaar              | Мастер-художник           | Барт Пеетерс               |
| 2018         | Spiegel                         | Зеркало                   | Raymond van het Groenewoud |
| 2018         | We Begrijpen Mekaar             | Мы Понимаем Друг друга    |                            |
| 2019         | Oprechte Leugens                | Искренняя ложь            | Alice on the Roof          |
| 2019         | Tramontane                      | Трамонтан                 |                            |
| 2019         | Ubuntu                          | Убунту                    |                            |
| 2020         | Alles is gezegend               | Всё благословенно         | Brihang, Typhoon           |
| 2021         | Niemandsland                    | Ничья Земля               | Meskerem Mees              |